# Brial

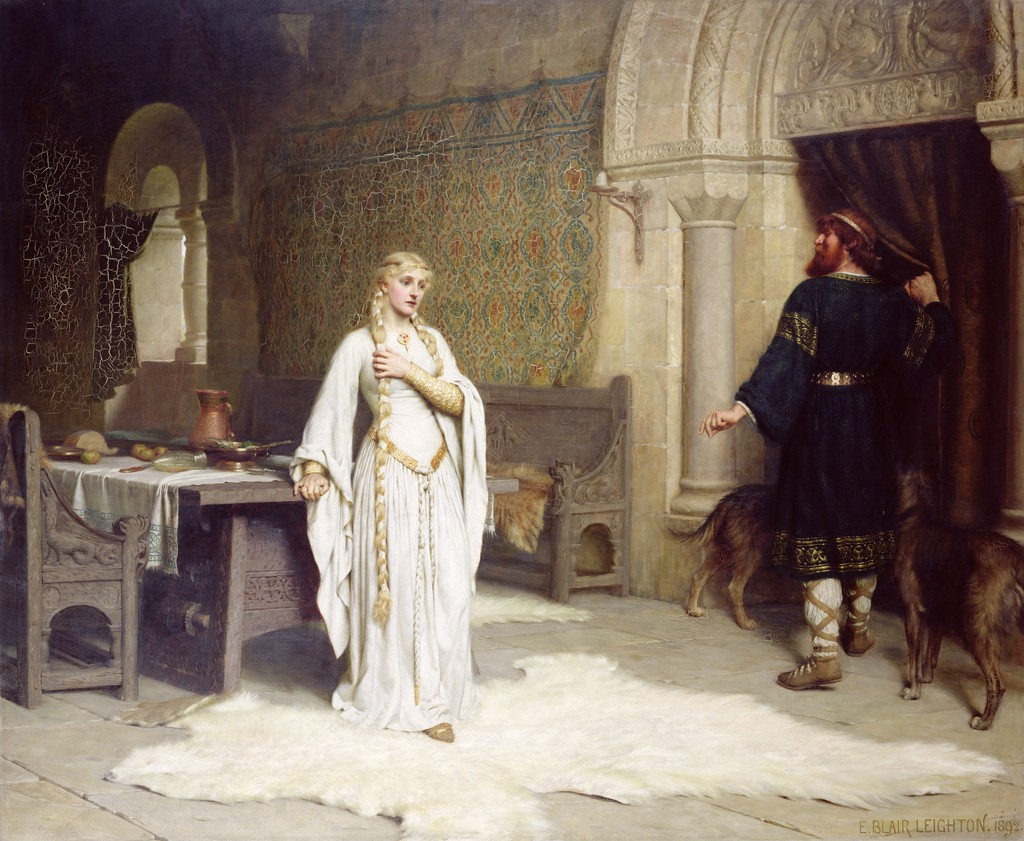
Lady Godiva, en brial blanco de influencia francesa, según Edmund Blair Leighton, hacia 1892.

Brial era un vestido de seda o de cualquier tela costosa y rica usado por las mujeres, ceñido a la cintura y bajando en redondo hasta los pies. También se llamó así al faldón de seda o tela desde la cintura hasta encima de las rodillas, que llevaban los hombres de armas.

## Usos
Para las mujeres era una prenda larga que llegaba a arrastrar por el suelo. Se abrochaba con cordón, ajustándose al cuerpo desde por debajo del pecho y abriéndose en faldones por los lados. También se daban diseños estampados cubriendo toda la prenda. El brial se fabricaba con telas suntuosas como la cenda, xamet o ciclatón.
Durante el periodo de la Reconquista, en la península ibérica sobre todo desde el siglo XI, se llevaban dos o tres piezas superpuestas a modo de túnicas (la túnica y la loba o sayo sin mangas, además de la camisa) siendo por lo común la superior de ellas el brial, pieza de mangas ajustadas que en sus puños y escote se adornaba con bordados geométricos o espirales. Los faldones (que para algunos, constituyen el verdadero brial como se ha dicho para los hombres de armas) se suprimieron o redujeron notablemente desde mediados del siglo XV quedando el cuerpo superior o jubón solo o con pequeñas faldillas y combinado entonces con las calzas enteras.